# مرسيدس بنز دبليو 111
مرسيدس بنز دبليو 111 (بالإنجليزية: Mercedes-Benz W111)‏ هي سيارة من صناعة مرسيدس بنز أنتجت في 1959.
يعبر الإصدار أو فئة W111 من مرسيدس بنز في الأساس عن رمز إنتاجي لهيكل السيارة الذي تم تعميمه وإطلاق كنيته على فئة من سيارات مرسيدس أنتجت بين عامي 1959 و 1971، بما في ذلك سيارات السيدان بأربعة أبواب (1959-1968) سواء الكابورليه ببابين أو الكوبيه كونفيرتابل (1961-1971).
تم تقديم هذه الفئة W111 من السيارات بمحرك 6 سليندر تم صفهم بشكل مستقيم وسعة لتريه 2.2، ثم تم طرح فئة الـ W110 بنفس هيكل الأخت الكبري W111 ولكن بمحرك أصغر 4 سليندر.
وتم تصميم نسخة منها أكثر فخامه بمحرك M186 مزود بنظام حقن الوقود بسعة لترية 3.0 و 6 سليندر فيما عرف بعد ذلك بفئة الـ W11.